# Paul Berth
Paul Berth, född 7 april 1890 i Köpenhamn, död 9 november 1969 i Gentofte, var en dansk fotbollsspelare.
Berth blev olympisk silvermedaljör i fotboll vid sommarspelen 1912 i Stockholm.